# Dominicus Lampsonius

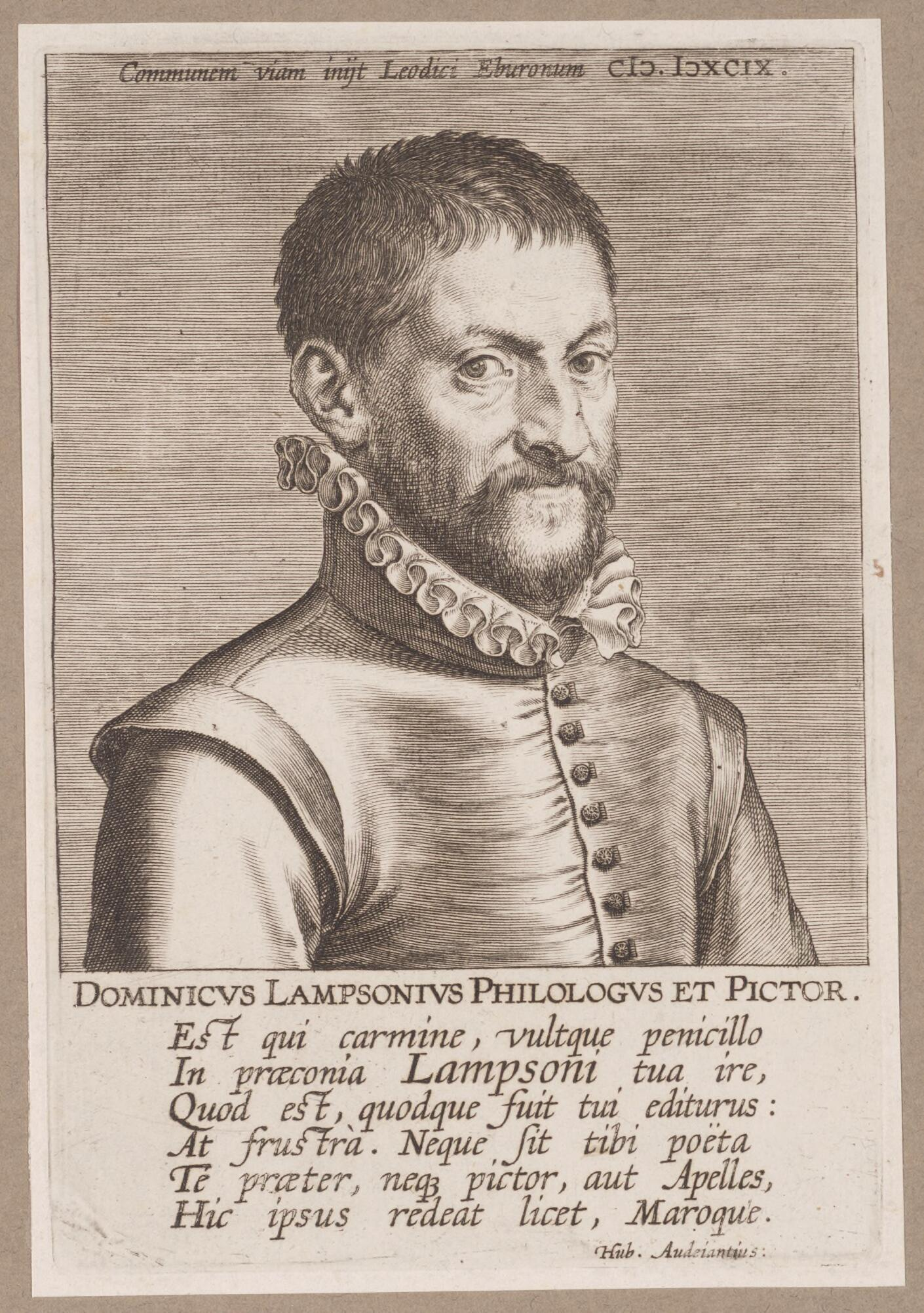
Retrato de Lampsonius, philologus et pictor, grabado atribuido a Philipe Galle.

Dominique Lampsone, latinizado Dominicus Lampsonius (Brujas, 1532-Lieja, 1599) fue un humanista, pintor y escritor flamenco. 

## Biografía
Tras cursar estudios científicos y de artes en la Universidad de Lovaina, marchó a Inglaterra en 1554 como secretario privado del cardenal Reginald Pole. A la muerte de este (1558) se estableció en Lieja donde sirvió en el mismo empleo a tres príncipes-obispos sucesivos: Roberto de Glymes de Bergen, Gerardo de Groesbeek y Ernesto de Baviera.
Autor de elegantes epigramas latinos, Lampsonius mantuvo extensa correspondencia con Giulio Clovio y con el biógrafo de los pintores italianos Giorgio Vasari, quien se servirá de la información proporcionada por Lampsonius en la redacción del capítulo dedicado a los pintores flamencos incorporado a la segunda edición de las Vite. En 1572 publicó en la imprenta de Hieronymus Cock, Pictorum Aliquot Celebrium Germaniae Inferioris Effigies, una colección de veintitrés grabados con los retratos de los más célebres pintores de los Países Bajos, comenzando con los hermanos Hubert y Jan van Eyck, con los elogios en versos latinos del propio Lampsonius. Redactó además una biografía de Lambert Lombard editada en Brujas, en 1565, con el título Lamberti Lombardi apud eburones pictoris celeberrimi vita, interesante también como ensayo sobre teoría del arte.

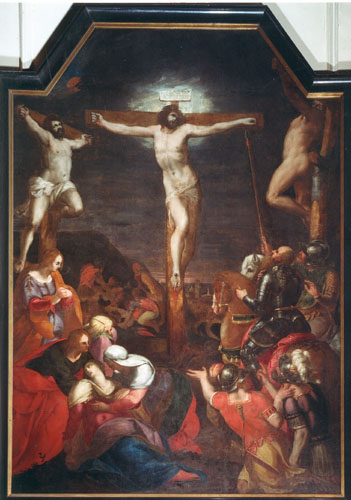
Calvario, 375 x 270 cm,(1576) Catedral de San Quintín, Hasselt.

Pintor aficionado él mismo, de su obra pictórica se conoce únicamente un Calvario conservado en la iglesia de San Quintín en Hasselt, fechado en 1576.